# Agrilus jugurtha
Agrilus jugurtha es una especie de insecto del género Agrilus, familia Buprestidae, orden Coleoptera.
Fue descrita científicamente por Abeille de Perrin, 1900.